# Selvyn Ponciano
Selvyn Estuardo Ponciano Chitay (nacido el 18 de julio de 1973) es un defensor de fútbol guatemalteco retirado y el director general del club CSD Municipal desde el año 2010.

## Trayectoria
Ponciano es un jugador muy versátil, ha jugado en todas las posiciones  defensivas así como un centrocampista de contención;  jugó la mayoría de su carrera (13 años) para el club CSD Municipal de la liga mayor del futbol de Guatemala. Ganó 11 títulos de liga y 2 copas nacionales y también tuvo período en club del ejército Aurora FC y en Comunicaciones, el rival eterno de Municipal.
Ponciano debutó en Municipal dirigido por Rubén Amorín.
Ponciano anotó un total de 43 goles oficiales con la camisola Roja, de los cuales 7 fueron en torneos internacionales y 36 de los mismos en diferentes campeonatos nacionales tanto de Liga como de Copa. Selvyn además anotó en 5 ocasiones disputando Clásicos y una más vistiendo la camisola azul y blanco de Selección Nacional.
Anunció su jubilación a finales de enero de 2009 y jugó su juego de despedida el 4 de febrero de ese año, para luego tomar el puesto de entrenador del equipo nacional Guatemala U-20 .
Luego de no renovar como entrenador de equipo nacional de Guatemala Sub-20, en febrero de 2010 estuvo propuesto para regresar a Aurora como jugador.

## Selección nacional
Ponciano hizo su debut para Guatemala como sustituto tardío en un partido amistoso en noviembre de 1998 contra México y participó en un total de 9 partidos oficiales, anotando un solo gol. Ha representado a su país en 5 partidos durante la Clasificación de Concacaf para la Copa Mundial de Fútbol de 2006.
Su último partido internacional fue un partido amistoso en febrero de 2006 contra los Estados Unidos.

### Goles internacionales
.
| # | Fecha                | Local                                            | Adversario | Anotación | Resultado final | Competición                                                      |
| - | -------------------- | ------------------------------------------------ | ---------- | --------- | --------------- | ---------------------------------------------------------------- |
| 1 | 8 de octubre de 2005 | Estadio Alfonso Lastras, San Luis Potosí, México | México     | 2-3       | 2-5             | Clasificación de Concacaf para la Copa Mundial de Fútbol de 2006 |

## Honores
- 11 títulos de Liga Mayor/ Liga Nacional ganador: Clausura 2000, Apertura 2000, Reordenamiento 2001, Clausura 2002, Apertura 2003, Apertura 2004, Clausura 2005, Apertura 2005, Clausura 2006, Apertura 2006, Clausura 2008,
- 2 títulos de la Copa de Guatemala:  2003, 2004

## Clubes
| Club               | País      | Año       |
| ------------------ | --------- | --------- |
| CSD Municipal      | Guatemala | 1990-1992 |
| CSD Municipal      | Guatemala | 1994-1995 |
| Aurora Fútbol Club | Guatemala | 1995-1999 |
| Comunicaciones FC  | Guatemala | 1999-2000 |
| CSD Municipal      | Guatemala | 2000-2009 |

## Vida personal
Selvyn Ponciano . Está casado con Elsa Mariana García Jiménez quien es periodista, productora y locutora que ha sobresalido en los medios guatemaltecos, son padres de Leandro Nicholas.
Selvyn tiene una licenciatura en mercadeo de la Universidad Rafael Landívar. Una maestría en liderazgo organizacional, otra maestría en Coaching en la Universidad de Cádiz y está certificado como Entrenador internacional por la Federación Internacional de Coaching & Mentoring.

## Carrera directiva
Actualmente ejerce como Gerente General del club CSD Municipal.